# ISO 3166-2:MR
ISO 3166-2:MR es la entrada para Mauritania en ISO 3166-2, parte de los códigos de normalización ISO 3166 publicados por la Organización Internacional de Normalización (ISO), que define los códigos para los nombres de las principales subdivisiones (p.ej., provincias o estados) de todos los países codificados en ISO 3166-1.
En la actualidad, para Mauritania los códigos ISO 3166-2 se definen para 15 regiones.
Cada código consta de dos partes, separadas por un guion. La primera parte es MR, el código ISO 3166-1 alfa-2 para Mauritania. La segunda parte tiene dos cifras (01–15) para las regiones.

## Códigos actuales
Los nombres de las subdivisiones se ordenan según el estándar ISO 3166-2 publicado por la Agencia de Mantenimiento ISO 3166 (ISO 3166/MA).
Pulsa sobre el botón en la cabecera para ordenar cada columna.
| Código | Nombre de la subdivisión (ar) | Nombre de la subdivisión (ar) | Nombre de la subdivisión (fr) (nombres convencionales) |
| Código | (nombres convencionales)      | (BGN/PCGN 1956)               | Nombre de la subdivisión (fr) (nombres convencionales) |
| ------ | ----------------------------- | ----------------------------- | ------------------------------------------------------ |
| MR-07  | Adrar                         |                               |                                                        |
| MR-03  | Assaba                        |                               |                                                        |
| MR-05  | Brakna                        |                               |                                                        |
| MR-08  | Dakhlet Nouâdhibou            |                               |                                                        |
| MR-04  | Gorgol                        |                               |                                                        |
| MR-10  | Guidimaka                     |                               |                                                        |
| MR-01  | Hodh ech Chargui              |                               |                                                        |
| MR-02  | Hodh el Gharbi                |                               |                                                        |
| MR-12  | Inchiri                       |                               |                                                        |
| MR-14  |                               | Nuwākshūţ ash Shamālīyah      | Nouakchott Nord                                        |
| MR-13  |                               | Nuwākshūţ al Gharbīyah        | Nouakchott Ouest                                       |
| MR-15  |                               | Nuwākshūţ al Janūbīyah        | Nouakchott Sud                                         |
| MR-09  | Tagant                        |                               |                                                        |
| MR-11  | Tiris Zemmour                 |                               |                                                        |
| MR-06  | Trarza                        |                               |                                                        |